# Parafia Matki Bożej Królowej Korony Polskiej w Nebrowie Wielkim
Parafia Matki Bożej Królowej Korony Polskiej – parafia rzymskokatolicka w diecezji elbląskiej.
Od XVIII wieku w Nebrowie Wielkim funkcjonowała parafia ewangelicka, zniesiona w 1946 roku. W 1946 roku po przybyciu polskiej ludności katolickiej na teren powiatu kwidzyńskiego utworzono placówkę duszpasterską, a w 1 maja 1962 roku kanonicznie erygowano parafię.
Parafia do 1992 roku należała do diecezji warmińskiej. 25 marca 1992 roku została włączona do diecezji elbląskiej. 
Na obszarze parafii leżą miejscowości: Nebrowo Wielkie, Nebrowo Małe, Okrągła Łąka, Bronisławowo, Glina, Kaniczki, Rusinowo, Wiślin. Tereny te znajdują się w gminie Sadlinki, w powiecie kwidzyńskim, w województwie pomorskim.
Kościół parafialny został wybudowany w roku 1747.